# Badminton bei den World Masters Games 2013
Badminton wurde bei den World Masters Games 2013 in den Altersklassen O35 bis O75 gespielt. Es wurde in mehreren Leistungskategorien von Open bis hin zu Recreational um die Medaillen gekämpft. Folgend die Medaillengewinner in der höchsten Kategorie (Open), wo jedoch keine Wettbewerbe O75 ausgetragen wurden. Die Wettkämpfe fanden vom 6. bis zum 10. August 2013 in Turin statt.

## Medaillengewinner
| Veranstaltung    | Gold                                | Silber                            | Bronze                                  | Bronze                                   |
| ---------------- | ----------------------------------- | --------------------------------- | --------------------------------------- | ---------------------------------------- |
| Herreneinzel O35 | Masayuki Matsumoto                  | Yutaka Honzawa                    | Ashraf Mashi                            | -                                        |
| Herreneinzel O40 | Carsten Loesch                      | Ricky Clement                     | Mikhail Shekherev                       | -                                        |
| Herreneinzel O50 | Martin Qvist Olesen                 | Oleg Okunev                       | Grant Demenech                          | -                                        |
| Herreneinzel O55 | Kevin Ross                          | Hans-Dieter Nieth                 | Laszlo Drimusz                          | Gary Helmkay                             |
| Herreneinzel O65 | Ian Bishop                          | Robert Cook                       | Trevor Stewart                          | -                                        |
| Herreneinzel O70 | Hans Schumacher                     | Knut Liland                       | Heiner Hanrath                          | Robin Lyons                              |
| Herreneinzel O75 | Wilfrid Pineault                    | Mukund Panvalkar                  | Victor York                             | Michael Short                            |
| Dameneinzel O35  | Noriko Sanada                       | Kateryna Kulynych                 | Heather Dart                            | -                                        |
| Dameneinzel O45  | Miwako Maeda                        | Tanya Riddick                     | Jacqueline Myers                        | -                                        |
| Dameneinzel O50  | Kuniko Yamamoto                     | Irina Shalmanova                  | Hiroko Yuyama                           | -                                        |
| Dameneinzel O60  | Rose Lei                            | Brigitte Prax                     | Lianying Cai                            | -                                        |
| Dameneinzel O65  | Intan Tee                           | Cheryl Lawrence                   | Andrea Weiss                            | -                                        |
| Dameneinzel O70  | Margaret Hudson                     | Judy Gray                         | Randi Gulbrandsen                       | Galina Gorovaia                          |
| Herrendoppel O35 | Effendy Widjaja Rudy Widjaja        | Yutaka Honzawa Masayuki Matsumoto | Tomohiko Gotoh Kazuhisa Jindai          | Alexey Kuplinov Konstantin Sarapultsev   |
| Herrendoppel O40 | Carsten Loesch Martin Qvist Olesen  | Effendy Widjaja Rudy Widjaja      | Ian Assing Jolyon Thompson              | Garth D'Abreu Dennis Lim Yong Kiang      |
| Herrendoppel O50 | Kazuhisa Jindai Masahiko Kuzuba     | Grant Demenech Steve Milliken     | Kevin Ross Vladimir Smolin              | Gary Helmkay Michael Vanderschilden      |
| Herrendoppel O60 | Gary Helmkay Michael Vanderschilden | David Barr Colin Hepburn          | Laszlo Drimusz Anthony Lee              | -                                        |
| Herrendoppel O65 | David Barr Colin Hepburn            | Robert Cook Andy Gouw             | Daniel Ask Knut Liland                  | -                                        |
| Damendoppel O35  | Miwako Maeda Noriko Sanada          | Helen Gatward Giovanna Moretto    | Virginia Chariandy-Balwant Heather Dart | -                                        |
| Damendoppel O40  | Michiyo Inoue Yayoi Izumisawa       | Denise Alexander Tanya Riddick    | Olga Frolova Irina Turenko              | -                                        |
| Damendoppel O50  | Kuniko Yamamotoa Hiroko Yuyama      | Margaret Lee Liakimoui Mapa       | Michiyo Inoue Chikako Kubo              | -                                        |
| Damendoppel O60  | Lianying Cai Intan Tee              | Margaret Emery Margaret Gibson    | Sanne Dryborough Rose Lei               | -                                        |
| Damendoppel O70  | Roslyn Eades Sally Grennell         | Kay Coady Theda Faulwetter        | Judy Gray Margaret Hudson               | Randi Gulbrandsen Maria C. Eliana Romero |
| Mixed O35        | Yutaka Honzawa Noriko Sanada        | Masayuki Matsumoto Miwako Maeda   | Carsten Loesch Helen Gatward            | -                                        |
| Mixed O50        | Masahiko Kuzuba Michiyo Inoue       | Steve Milliken Margaret Lee       | Kazuhisa Jindai Yayoi Izumisawa         | Grant Demenech Liakimoui Mapa            |
| Mixed O55        | Kevin Ross Robyn Kinnear            | Hans-Dieter Nieth Brigitte Prax   | Adam Dauksza Hiroko Yuyama              | -                                        |
| Mixed O60        | Trevor Stewart Lianying Cai         | Laszlo Drimusz Rose Lei           | Anthony Lee Jennifer Goodwyn            | Dieter Prax Brigitte Prax                |
| Mixed O65        | Valentine Cleaver Cheryl Lawrence   | David Barr Margaret Gibson        | Ian Bishop Andrea Weiss                 | Hans Schumacher Margaret Emery           |
| Mixed O70        | Michael Earp Sally Grennell         | Robin Lyons Judy Gray             | Murray Foubister Margaret Hudson        | Wilhelm Schmitz Roslyn Eades             |